# Rune Temte
Rune Temte (* 29. September 1965 in Solbergelva, Oslo) ist ein norwegischer Filmschauspieler.

## Leben
Temte wurde in Solbergelva am Stadtrand von Oslo geboren und wuchs auch dort auf. Mit 7 Jahren begann er Fußball zu spielen und erhielt dann im Alter von 18 Jahren seinen ersten Profivertrag.
Der Norweger spielte für den Strømsgodset-Fußball-Verein, sowie für die Mannschaft in fünf Spielzeiten und wurde 1988 als Spieler des Jahres ausgezeichnet. Nach fünf Jahren beim Strømsgodset-Fußball-Verein beschloss Temte, den Sport zu beenden, um seiner ersten Liebe zur Schauspielerei nachzugehen.
Von 1993 bis 1994 wurde er im Londoner Studio ausgebildet. Im Jahr 1991 gründete er seine eigene Produktionsfirma Temte Productions und produzierte mehr als zwanzig Theaterproduktionen, einen Spielfilm und drei Kurzfilme. Neben seiner Karriere als Filmschauspieler ist er auch als Theaterschauspieler tätig.
Rune Temte spricht fließend Norwegisch, Schwedisch und Englisch. Er ist mit der Modedesignerin Thea Glimsdal Temte verheiratet und hat einen Sohn.

## Filmografie (Auswahl)
- 1988: Brun bitter
- 1994: Vestavind (Fernsehserie)
- 1995: Totalschaden (One for the Road, Fernsehserie)
- 1996: Markus und Diana (Markus og Diana)
- 1996: Hustruer III
- 1997: Mendel
- 1998: Nini (Fernsehserie, 1 Staffel)
- 2003: Fia og klovnene
- 2004–2005: Skolen
- 2005: Deadline Torp
- 2005: Elling – Lieb mich morgen (Elsk meg i morgen)
- 2006: Klippan i livet
- 2006: Jul i Svingen (Fernsehserie, 1 Staffel)
- 2008: Der Kommissar und das Meer (Kommissarien och havet)
- 2009: Ulykken
- 2012: GSI – Spezialeinheit Göteborg – Gegen die Zeit
- 2014: Trio – Odins Gold (Trio, Fernsehserie, 3 Staffeln)
- 2014: Tatort: Kaltstart
- 2014: Lilyhammer (Fernsehserie, 3 Staffeln)
- 2015: Hotel Cæsar (Fernsehserie, 34 Staffeln)
- 2015: The Last Kingdom (Fernsehserie, 4 Staffeln)
- 2015: Eddie the Eagle: Alles ist möglich (Eddie the Eagle)
- 2016: Belfer (Fernsehserie, 2 Staffeln)
- 2017: Torpederna (Fernsehserie, 2 Staffeln)
- 2017: Gjengangere
- 2018: Heavy Trip (Hevi reissu)
- 2019: Captain Marvel
- 2019: Der Krieg und ich (Fernsehserie, 1 Folge)
- 2020: Maskineriet (Fernsehserie, 4 Staffeln)
- 2022: Blasted
- 2025: Klein-Sibirien (Pikku-Siperia)